# Anne Deniau
 (août 2012).
Si vous disposez d'ouvrages ou d'articles de référence ou si vous connaissez des sites web de qualité traitant du thème abordé ici, merci de compléter l'article en donnant les références utiles à sa vérifiabilité et en les liant à la section « Notes et références ».
 (mai 2024).
Anne Deniau, ou Ann Ray, est une photographe française, née le 21 juin[Quand ?] à Brest (Finistère).

## Biographie
Elève de l’école des Ponts & Chaussées, elle délaisse une possible carrière d'ingénieur auquelle elle préfère la photographie. A la place, elle choisit de s'installer à Tokyo et d'y commencer sa carrière de photographe en 1996.. Déménageant à Londres en 1997, elle y approfondit ses connaissances de la photographie à la Central St Martins School. Elle s'intéresse aux travaux et recherches des pictorialistes (cyanotypes, bromoils, aquatintes) qui seront mis en oeuvre dans ses travaux. Elle travaille dans son propre laboratoire photographique de 1996 à 2003, réalisant une série conséquente de tirages uniques.
À Tokyo, elle travaille tout d'abord pour Givenchy et Cartier ; ses portraits et images de mode sont publiés dans les magazines japonais Hi-Fashion, Elle, Marie-Claire, Spur, La Seine…
Elle réalise durant trois mois un reportage sur l'art du textile au Japon, et rencontre plusieurs Trésors nationaux vivants (Moriguchi Sensei, Kitamura Sensei) à Tokyo et Kyoto. Elle réalise les photographies et les interviews de nombreux artisans à travers le Japon.
À Londres, elle travaille notamment pour Alexander McQueen dès 1997,. Elle réalise des portraits pour les magazines (Saturday, Sunday) de The Times à partir de 1997 (collaboration qui durera plus de dix ans). Elle alterne portraits et séries de mode ; ses travaux sont publiés dans le Vogue britannique, Dazed & Confused, I-D, The Face, Style/the Times, The Independent. Elle poursuit ses travaux de tirages en parallèle.
En 2001, elle s'installe à Paris. et dès 2003, commence à travailler pour l'Opéra de Paris. Elle réalise affiches, photos de répétitions, portraits, pour les programmes et le magazine de l'Opéra de Paris, successivement appelé « Ligne 8 » puis « En scène ». Elle a collaboré avec Mats Ek, William Forsythe, Jiri Kilian, Nacho Duato, Benjamin Millepied, Wayne McGregor, Roland Petit, Angelin Preljocaj, et de nombreux chorégraphes et danseurs. Elle a réalisé notamment les affiches[réf. souhaitée] de La Dame aux Camélias, Siddharta, Anatomie de la sensation, Wuthering Heights, Les enfants du Paradis, Oneguine, Caligula, Roland Petit, Kaguyahime. Elle tire une série de portraits des Danseurs Étoiles de l'Opéra de Paris pour une exposition au Palais Garnier : Double Jeu, exposée de 2006 à 2008, révisée et augmentée de 2009 à 2012. Cela la mène vers d'autres collaborations dans le monde du théâtre : le Metropolitan Opera de New-York depuis 2006 (elle signe, en 2012, l'affiche de The Tempest et, en 2014, Le nozze di Figaro et Cavalliera Rusticana / Pagliacci), l'Opéra de Munich et la Salle Pleyel à Paris.
Elle signe les photographies des DVD de Giselle (Opéra de Paris), Siddharta (Opéra de Paris), La Didone de Cavalli (Les Arts Florissants), et L'oiseau de feu/Le sacre du printemps, dirigés par Paavo Jarvi.
Le groupe Minor Majority fait appel à elle pour son CD Either Way I Think You Know (2010) et l'album solo du chanteur-compositeur Pål Angelskår Follow Me[pas clair] (2012).
Michael Nyman utilise un de ses portraits pour son CD The Piano sings (II) en 2013.
Elle continuer de réaliser de nombreux portraits, qui sont publiés dans la presse française et étrangère, et des photographies de mode. Dans une interview à Radio France, nombre de ses portrais sont mentionnés : Laurent Terzieff, Emmanuelle Devos, Michael Nyman, Lambert Wilson, Gordon Ramsay, Tom Waits, Peter Sellars, Christine Schäfer, Florian Zeller, Boris Cyrulnik, Jean-Paul Guerlain, Viktor & Rolf et la photographe Martine Barrat.

### Travaux
Elle mène de front plusieurs projets artistiques, dont une série de portraits d'artistes depuis 2004.
Son premier travail d'auteur : 24 hours in a man's life, initié en 2010, a été révélé au public en 2012 (sous la forme d'un livre, un film et une exposition).
Le second, intitulé Metamorphosis, résulte d'une collaboration avec deux danseurs étoiles de l'Opéra de Paris : Aurélie Dupont & Jérémie Belingard ; il interroge l'identité de l'artiste vivant. Ce projet consiste en une série de quatorze photographies grand format, et un film de sept minutes. L'ensemble est exposé au Fashion Institute of Technology à New-York, de Septembre 2014 à Janvier 2015, dans l'exposition Fashion & Dance. Anne Deniau participe également au symposium lors d'une conversation avec Valerie Steele, PhD, le 24 octobre 2014.
Elle a donné de nombreuses conférences concernant ses travaux photographiques, notamment :
- en octobre 2013, au Soho House, Berlin ;
- en décembre 2013 à New-York lors de The Annual NY Fashion Conference ;
- en octobre 2013 à St Louis, USA, lors de l'exposition A queen within.

Elle est aussi connue sous le nom d'artiste de Ann Ray ou Anne Ray.
Ses œuvres photographiques sont entrées dans de nombreuses collections privées[réf. nécessaire], et la Fondation Carmignac, Paris, a acquis l’œuvre Unfallen Angels en 2012.

## Ouvrages
Comme autrice :
- Anne Deniau, Nicolas Le Riche, Paris, Éditions Gourcuff Gradenigo, 2008, 352 p. (ISBN 978-2-35340-046-1) ;
- Anne Deniau - Jacques Durand, MIRA ME ! : je regarde des hommes qui ne me regardent pas, Paris, Éditions Atlantica, 2009 en photographie, 164 p. (ISBN 978-2-7588-0216-7) ;
- Anne Deniau, 24 hours in a man's life, Paris, Éditions Anyway, 2011, 96 p. (ISBN 978-2-9539762-0-5) ;
- Anne Deniau, Love looks not with the eyes : Lee Alexander McQueen, Paris, la Martinière, 2012, 400 p. (ISBN 978-2-7324-5242-5) ;
- Ann Ray, Les inachevés, Paris, éditions ArtCinéma, 2018, 208 p ;
- Ann Ray, Les Yeux Fermés / Eyes Shut, éditions Anyway, 2022, 192 p.  (ISBN 978-2-9539762-2-9).

Comme contributrice :
- The London Fashion Book, Thames & Hudson, 1998 ;
- John Galliano, Colin McDowell, 1998 ;
- Fashion Faces Up, Sotheby's, 2000 ;
- Visionaries, V&A Publications, 2001 ;
- Radical Fashion, V&A Publications, 2001 ;
- Best of Tank, Thames & Hudson, 2002 ;
- Her Style by Odile Gilbert, Steidl, 2003 ;
- The book of wonders, Violette Éditions, 2007 ;
- La Source : Ballet de l'Opéra de Paris. Exposition présentée au Centre national du costume de scène et de la scénographie, du 16 juin au 31 décembre 2012, 2012,  (ISBN 978-2330009946).

## Expositions
- Fashion Faces Up", Sotheby's, Londres, juin 2000 (contribution)
- Insensé, showroom Alexander McQueen, Londres, septembre 2000
- Jusqu'ici tout va bien, Matteo Grassi, Paris, juin 2001
- Mue Couture, Galerie Valérie Cueto, Paris, juillet 2001 (contribution)
- Radical Fashion, Victoria & Albert Museum, Londres, octobre 2001 (contribution)
- Comparaisons, Salon - Espace Auteuil, Paris, janvier 2002 (contribution)
- Comparaisons, Salon - Espace Auteuil, Paris, janvier 2004 (contribution)
- Black Power, Alexander McQueen project, Londres, juin 2004 (contribution)
- McQueen, NRW Forum-Kultur, Dusseldorf, juillet 2005
- Double Jeu, Opéra de Paris, septembre 2006 - juillet 2008
- 33 épreuves, espace Jacques & Selima, novembre 2008
- Double Jeu, Opéra de Paris, septembre 2009 - juillet 2012
- 24 heures dans la vie d'un homme, Palais du Tau / Cathédrale de Reims, février 2012 - juin 2012
- La Source, Centre National du costume de Scène, CNCS Moulins, 16 juin - septembre 2012, reportage sur les costumes créés par Christian Lacroix et réalisés dans les Ateliers de l'Opéra de Paris pour le ballet La Source, de février à octobre 2012
- With the Mind : Gallery Philip Slein, St Louis, Missouri, octobre 2013-décembre 2013
- Metamorphosis, Fashion Institute of Technology, New York, septembre 2014-janvier 2015
- Les inachevés-Lee Mcqueen, rencontres d'Arles 2018, juillet-septembre 2018
- Les Yeux Fermés / Eyes Shut, exposition à la Galerie Pierre-Alain Challier, Paris, juin-juillet 2022
- Portraits - La collection Florence et Damien Bachelot, Musée Réattu, Arles, juillet-octobre 2023

## Filmographie
En 2006, Anne Deniau a réalisé un film sur Caligula, création de Nicolas Le Riche pour l'Opéra de Paris. En 2006, elle signe un film sur Amoveo, création de Benjamin Millepied, le danseur étoile du New York City Ballet, une chorégraphie réalisée pour l'Opéra de Paris.
En 2007, elle réalise un film sur Rares Différences, création de Marie-Agnès Gillot, danseuse étoile de l'Opéra de Paris, chorégraphie dansée par Julie Guibert, en alternance avec Marjorie Hannoteaux, et deux danseurs de hip-hop, Brieuc (Carpentier) et Fish (Marc Mandravaheloka). Cette chorégraphie a été présentée pour la première fois lors de la 15e édition du festival Suresnes Cités Danse. La même année, elle a aussi réalisé un film sur Les âmes frères, création de Julien Lestel à l'Espace Cardin.
En 2010 et 2011, elle produit et réalise un film avec Stéphane Bullion, sur des musiques de Michael Nyman. Le film fait partie intégrante du projet « 24 Heures dans la Vie d'un Homme » , au même titre que le livre et les tirages argentiques exposés. L'exposition de photographies s'est tenue au Palais du Tau à Reims, du 7 février au  21 juin 2012. Le film a été présenté au public pour la première fois le 5 avril 2012 au Studio Bastille de l'Opéra Bastille, lors d'une soirée organisée par l'Association pour le Rayonnement de l'Opéra de Paris (AROP).